# Витенберге
Витенберге (њем. Wittenberge) град је у њемачкој савезној држави Бранденбург. Једно је од 26 општинских средишта округа Пригниц. Према процјени из 2010. у граду је живјело 19.023 становника. Посједује регионалну шифру (AGS) 12070424.

## Географски и демографски подаци
Витенберге се налази у немачкој држави Бранденбург у округу Пригниц. Град се налази на надморској висини од 25 метара. Површина општине износи 50,4 km². У самом граду је, према процјени из 2010. године, живјело 19.023 становника. Просјечна густина становништва износи 377 становника/km².

## Међународна сарадња
| Мјесто | Држава    | Врста сарадње | Од    |
| ------ | --------- | ------------- | ----- |
|        | Француска | пријатељство  | 1978. |
| Извор  |           |               |       |